# Aiakos
Aiakos eller Aeacus (græsk: Αἰακός) er i græsk mytologi søn af Aigina og Zeus. Han blev født på øen Égina, som har navn efter hans mor, og blev siden konge over øen.
Hans forældre havde en affære, indtil Sisyfos røbede dem.
 Der er for få eller ingen kildehenvisninger i denne artikel, hvilket er et problem. Du kan hjælpe ved at angive troværdige kilder til de påstande, som fremføres i artiklen.

| Mytologi | Spire Denne artikel om mytologi er en spire som bør udbygges. Du er velkommen til at hjælpe Wikipedia ved at udvide den. |